# Walter Illing
Walter Illing (* 22. August 1908 in Halle (Saale); † ) war ein Jugendbuchautor in der DDR. Seine historischen Romane erschienen von 1954 bis 1976.
Um 1978 lebte er als Masseur in Schkeuditz.

## Werke
- Langer Weg zur kurzen Welle. Jugendbuchverlag Ernst Wunderlich, Leipzig o. J. (1954).
- ... erbitten eisbrecherhilfe ... Brockhaus, Leipzig 1957.
- Start in den Himmel. Jugendbuchverlag E. Wunderlich, Leipzig 1957.
- Werft den Weiberrock ins Wasser. Das Neue Berlin, Berlin 1960.
- Drachenschiff vor Amerika. Prisma-Verlag Zenner und Gürchott, Leipzig 1976.